# Wilber Sánchez Amita
Wilber Sánchez Amita   (Santiago de Cuba, 21 de desembre de 1968) és un lluitador cubà, ja retirat, especialista en lluita grecoromana, va competir durant les dècades de 1980 i 1990.
El 1992 va prendre part en els Jocs Olímpics d'Estiu de Barcelona, on guanyà la medalla de bronze en la categoria del pes minimosca del programa de lluita grecoromana. Quatre anys més tard, als Jocs d'Atlanta, fou sisè en la mateixa prova.
En el seu palmarès també destaquen dues medalles d'or al Campionat del món de lluita, el 1993 i 1994; una medalla de bronze als Jocs Panamericans de 1995; set medalles d'or als Campionats Panamericans de lluita lliure i dues d'or als Jocs Centreamericans i del Carib.